# Dance Tonight
Dance Tonight è una canzone di Paul McCartney, pubblicata come singolo tratto dall'album Memory Almost Full del 2007.

## Il brano
La canzone venne pubblicata come singolo in formato download digitale in Gran Bretagna il 18 giugno 2007: giorno del sessantacinquesimo compleanno di McCartney. Una settimana dopo, il brano debuttò alla posizione numero 34 della classifica britannica dei singoli. Il 1º luglio seguente, Dance Tonight salì fino alla posizione numero 26 della classifica. L'interpretazione vocale di McCartney per il brano ha ricevuto una nomination per il premio Best Male Pop Vocal Performance ai Grammy Awards del 2008.
Negli Stati Uniti, il brano fu pubblicato come secondo singolo estratto dall'album, e la canzone arrivò fino alla posizione numero 33 della classifica di iTunes Store, mentre nella canonica classifica di Billboard Hot 100 raggiunse la numero 69.
McCartney ha eseguito la canzone dal vivo in duetto con la cantante australiana Kylie Minogue durante lo speciale televisivo dedicato alla serie televisiva inglese Hootenanny, il giorno di capodanno del 2007.

### Origine
Il mandolino per mancini utilizzato per la canzone, venne acquistato personalmente da McCartney in un negozio di strumenti musicali a Londra. Mentre Paul suonava il mandolino, sua figlia di tre anni Beatrice si metteva a ballare tutte le volte, il che portò McCartney ad affermare che la canzone si "scrisse da sola". Fu l'ultima traccia registrata per il disco, e fu inclusa nell'album all'ultimo minuto.

### Videoclip
Per il brano venne girato un video musicale diretto da Michel Gondry e con la partecipazione di Natalie Portman e Mackenzie Crook. Gondry appare anche nelle vesti del batterista nella scena finale. Il video è stato postato in esclusiva su YouTube il 22 maggio 2007.

## Tracce singolo
1. Dance Tonight - 2:54
2. Nod Your Head (Sly David Short mix)[1]

## Formazione
- Paul McCartney – voce, mandolino, batteria, percussioni, chitarra, basso, tastiere

## Fonti
- UK Music Charts - The Official UK Top 75 Singles, in Official Singles Chart. URL consultato il 1º luglio 2007.
- DANCE TONIGHT - PRESS RELEASE - 21.05.2007, su PaulMcCartney.com, 21 maggio 2007. URL consultato il 21 maggio 2005 (archiviato dall'url originale il 27 settembre 2007).